# ルーロン・ガードナー
ルーロン・ガードナー（Rulon Gardner、1971年8月16日 - ）は、アメリカ合衆国の男性レスリング選手、総合格闘家。ワイオミング州アフトン出身。チーム・クエスト所属。ネブラスカ大学リンカーン校卒業。2000年ジェームスサリバン賞受賞。

## 来歴

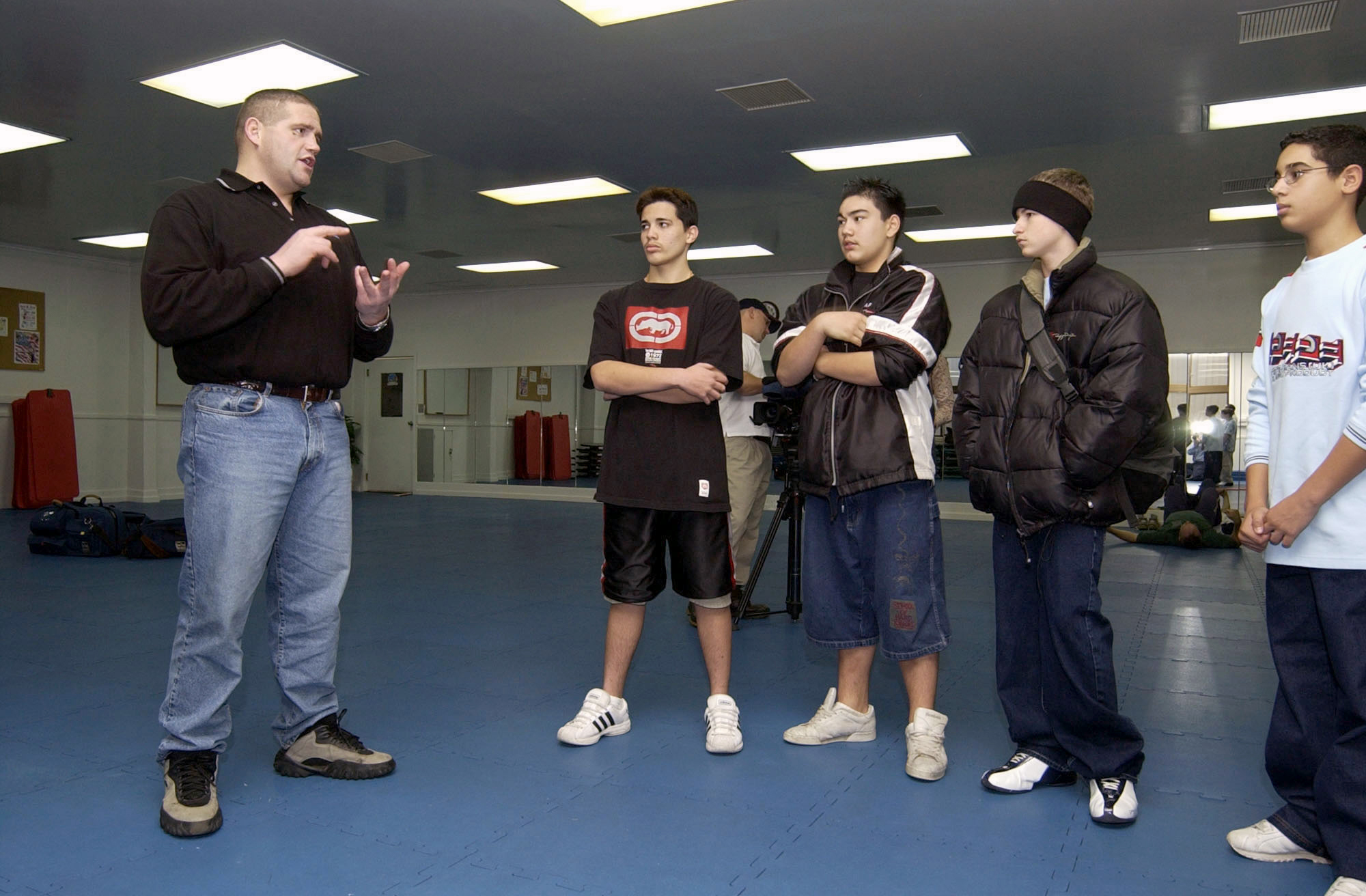
2002年、三沢基地内で高校生を指導するガードナー

2000年、シドニーオリンピックのレスリング男子グレコローマン130kg級で、それまで13年間無敗だったアレクサンドル・カレリンを下し金メダルを獲得。
2001年、レスリング世界選手権男子グレコローマン130kg級優勝。
2002年、アメリカでスノーモービルを運転中に谷へ落下、摂氏マイナス30度の山の中で17時間遭難し、右足中指を凍傷のため切断。リハビリの末、アテネオリンピックで銅メダルを獲得した。
2004年12月31日、PRIDE 男祭り 2004に参戦。吉田秀彦と対戦し、判定勝ち。
2007年2月24日、乗っていた小型機がアメリカ・ユタ州南部のパウエル湖に墜落したが、機体が沈む前に脱出し、水温7度の湖面を1時間以上泳いで岸にたどりついた。翌日、釣り人に発見されて救出された。

## 戦績
| 総合格闘技 戦績 | 総合格闘技 戦績 | 総合格闘技 戦績 | 総合格闘技 戦績 | 総合格闘技 戦績 | 総合格闘技 戦績 | 総合格闘技 戦績 |
| --------------- | --------------- | --------------- | --------------- | --------------- | --------------- | --------------- |
| 1 試合          | (T)KO           | 一本            | 判定            | その他          | 引き分け        | 無効試合        |
| 1 勝            | 0               | 0               | 1               | 0               | 0               | 0               |
| 0 敗            | 0               | 0               | 0               | 0               | 0               | 0               |

| 勝敗 | 対戦相手 | 試合結果                       | 大会名                     | 開催年月日     |
| ○    | 吉田秀彦 | 3R（10分/5分/5分）終了 判定3-0 | PRIDE 男祭り 2004 -SADAME- | 2004年12月31日 |